# Allan Hills
Die Allan Hills sind eine Gruppe hauptsächlich eisfreier Hügel im ostantarktischen Viktorialand. Sie erstrecken sich über eine Länge von 19 km unmittelbar nordwestlich der Coombs Hills nahe der Kopfenden des Mawson-Gletschers und des Mackay-Gletschers.
Die neuseeländische Nordgruppe der Commonwealth Trans-Antarctic Expedition (1955–1958) kartierten sie und benannten die Hügel nach dem neuseeländischen Geologen Robin Sutcliffe Allan (1900–1966) von der University of Canterbury.
Am 29. Dezember 1977 und am 27. Dezember 1984 wurde hier die Marsmeteoriten ALH A77005 respektive ALH 84001 entdeckt. Der ebenfalls in den Allan Hills gefundene Meteorit ALH 85085 lieferte das Typmaterial zur Beschreibung des sehr seltenen Minerals Kushiroit.